# Joan III Sobieski

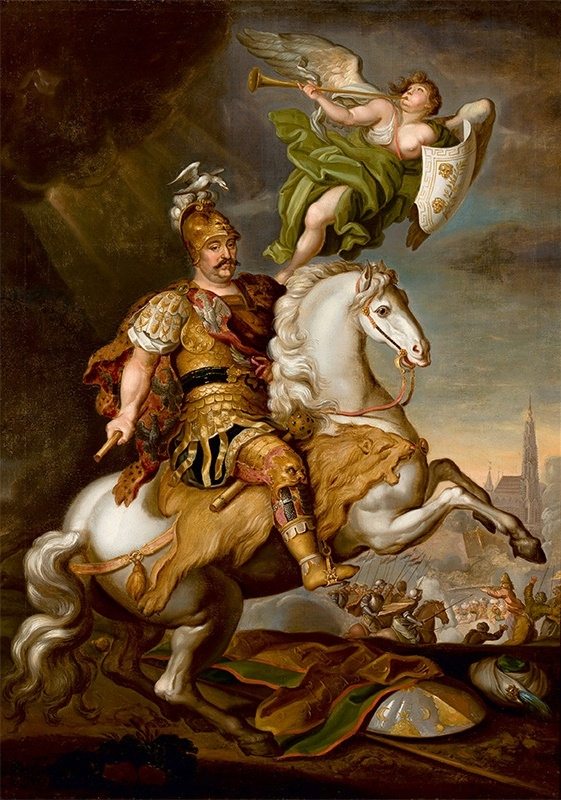
Jan III Sobieski al Setge de Viena (1683). Pintat per Jerzy Siemiginowski-Eleuter, ca. 1686, Museu Nacional de Warsaw.

Joan III de Polònia (Jan III Sobieski al polonés ogirinal) (Castell d'Olesko (actual Ucraïna) 17 d'agost de 1629 – Wilánow, 17 de juny de 1696). Rei de Polònia i Gran Duc de Lituània (rei de la Mancomunitat de Polònia-Lituània) des de 1674 fins a la seva mort l'any 1696.
Els 22 anys de regnat de Sobieski van marcar un període d'estabilització de la Mancomunitat, molt necessari després de l'agitació dels conflictes anteriors. Popular entre els seus súbdits, va ser un cap militar capaç, sobretot per la seva victòria sobre els otomans a la batalla de Viena el 1683. Els otomans derrotats van anomenar Sobieski el Lleó de Lechistan, i el Papa el va aclamar com el salvador de la cristiandat occidental. Sobieski va morir el 1696 i va ser enterrat a la catedral de Wawel a Cracòvia. El va succeir August II de Polònia i Saxònia.

## Biografia

### Joventut

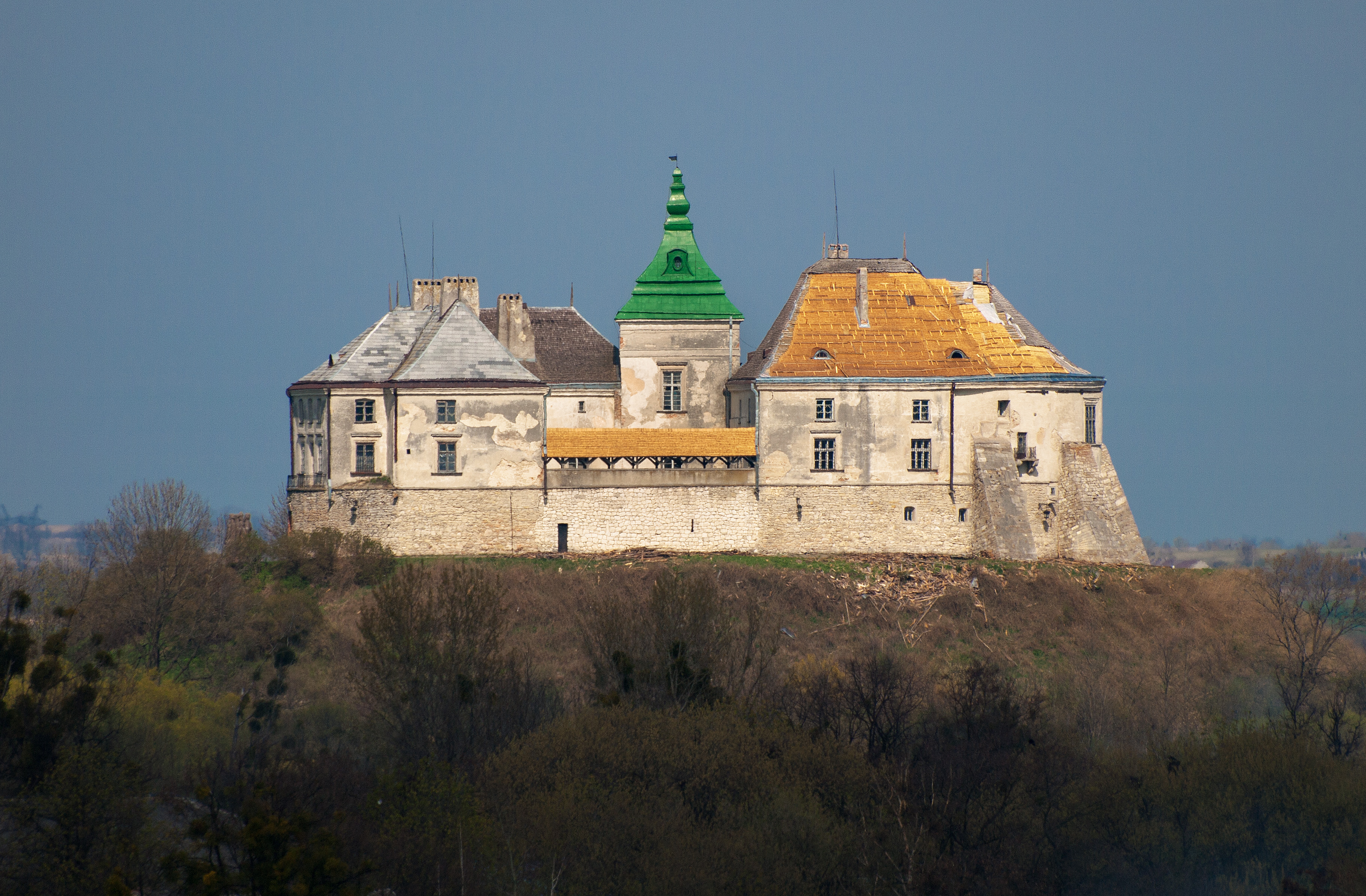
Castell d'Olesko, el lloc de naixement de John Sobieski

Nascut a la ciutat d'Olesko, a l'est de l'antiga Polònia i en actuals terres d'Ucraïna, el dia 17 d'agost de 1629, essent fill d'una família de l'alta aristocràcia terratinent polonesa. El seu pare, Jaume Sobieski, era voivoda de Rutènia i castellar de Cracòvia; i la seva mare, Zofia Teofila Daniłowicz, era neta de l'aristòcrata guerrer i magnat Stanisław Żółkiewski. Joan va nàixer com germà menut de Marek Sobieski, primogènit de la parella amb el qual va compartir la seva joventut, i la lluita ja de ben jovens als camps de batalla.
Estudiant del Nowodwory College de Cracòvia, posteriorment es graduà en filosofia per la prestigiosa Acadèmia Jagelloniana. Després de graduar-se inicià un viatge per diferents països de l'Europa Occidental, aquest viatge durà més de dos anys i el feu en companyia amb el seu germà, Marek Sobieski. Durant el llarg viatge aprengué francès, alemany i italià a més a més del llatí, aquests coneixement demostrarien ser vitals al llarg de la seva carrera.
Els dos germans tornaren a Polònia l'any 1648 i s'allistaren com a voluntaris de l'Exèrcit durant la Rebel·lió de Khmelnitski.Després de la batalla de Zborów, els germans se separaren i Marek fou fet presoner pels tàrtars morint anys després en captivitat. Fou elevat al rang de pułkownik I enviat pel rei Joan II Casimir de Polònia a l'Imperi Otomà. Allà s'encarregà d'estudiar la llengua tartar i les tradicions i tàctiques militars de l'exèrcit otomà.

### Matrimoni i fills

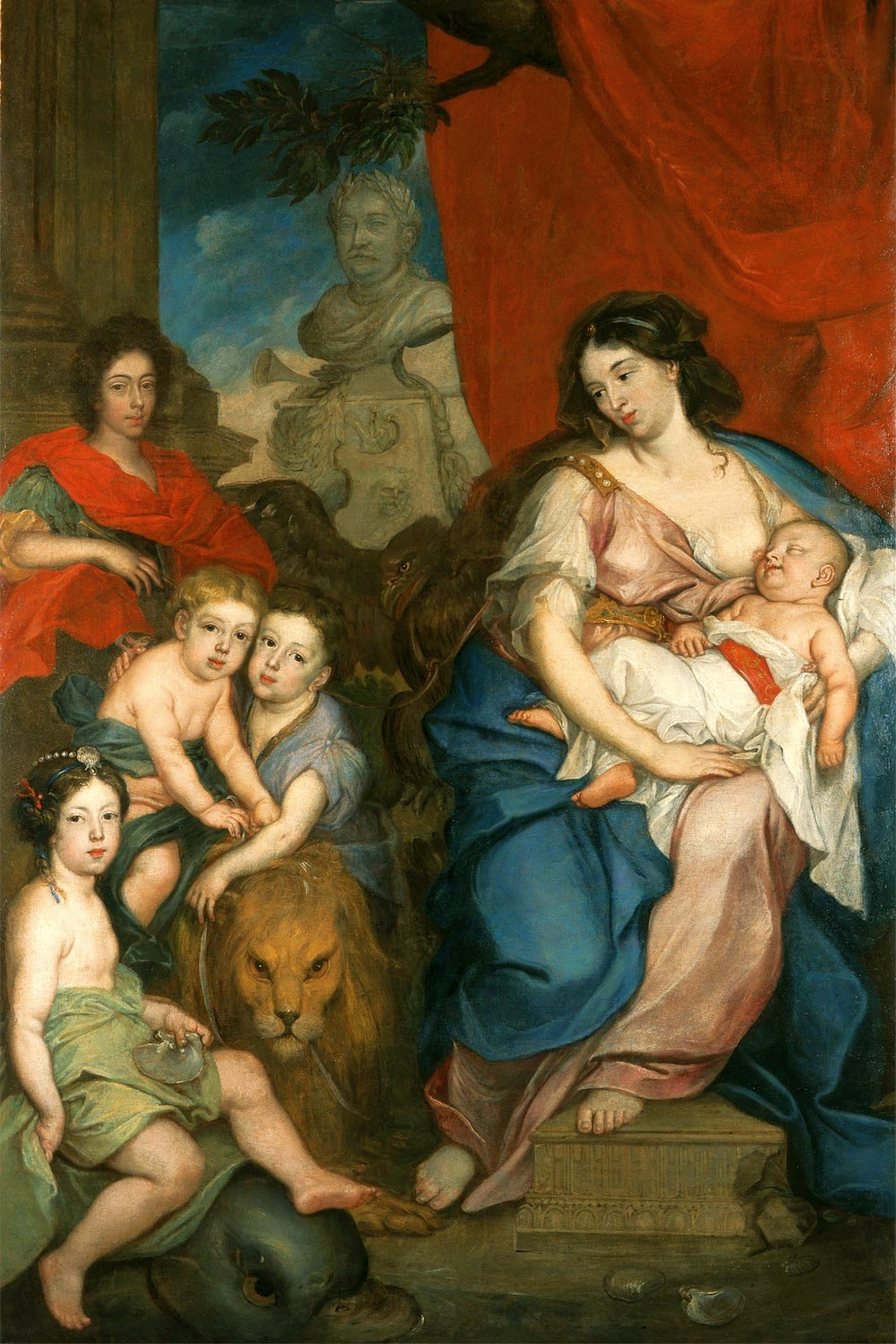
Retrat de la reina Maria Casimira Llïsa, l'esposa de Joan III Sobieski, amb els seus fills.

El dia 5 de juliol de 1665 es casà a París amb l'aristòcrata francesa Maria Casimira Lluïsa de la Grange d'Arquien, amb la qual pareixia es trobava prou lligat emocionalment per diverses cartes que li va escriure des de la distància. La parella va tenir 8 fills:
- SAR el príncep Jaume Lluís Sobieski, nat a Varsòvia el 1667[17] i mort a Żółkiew el 1737. Es casà amb la comtessa Hedwig Elisabet del Palatinat-Neuburg.
- La princesa Teresa Teofila Sobieska.
- La Mannone Sobieska.
- SAR la princesa Teresa Kunegunda Sobieska, nada a Varsòvia el 1676 i morta a Múnic el 1730. Es casà amb l'elector Maximilià II Manuel de Baviera.
- La princesa Adelaide Luise Sobieska.
- SAR el príncep Aleksander Benedykt Sobieski, nat el 1677 i mort el 1714.
- SAR el príncep Constantí Vladimir Sobieski o Konstanty Władysław Sobieski, nat el 1678 i mort el 1720.
- SAR el príncep Joan Sobieski (Jan Sobieski, fill menor), nat el 1682 i mort el 1685.

### Lluites contra les potències
Amb l'inici de l'ocupació sueca de Polònia coneguda com El Diluvi, Joan Sobieski es trobava a la regió de Posnània entre les tropes del voivoda de Posnània, Krzysztof Opaliński, que caigueren davant de l'exèrcit del rei Carles X Gustau de Suècia. Aviat, però, Joan Sobieski i la seva unitat aconseguiren retornar al costat del rei polonès i lluitar en contra dels suecs.

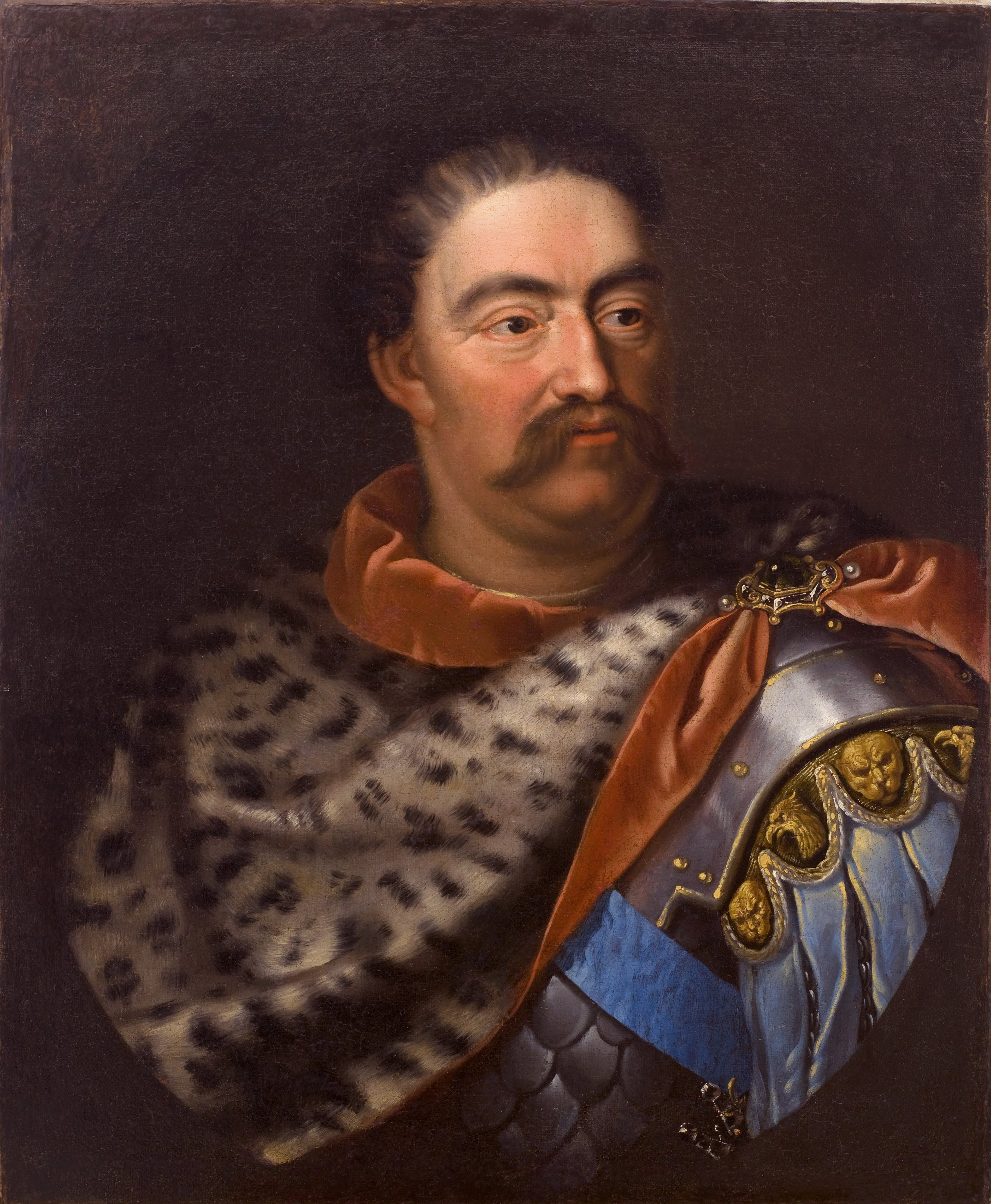
Retrat de Joan III de Jan Tricius

Durant la Batalla de Varsòvia Sobieski liderà brillantment a una unitat de 2000 homes, la qual cosa li valgué un important reconeixement en el si de l'exèrcit polonès. A partir d'aquest moment Sobieski inicià una trajectòria paral·lela a la del monarca mantenint-s'hi al seu costat fins i tot en els dies de la Revolta de Lubomirski. Així, l'any 1665 fou elevat al rang de Mariscal de la Corona, poc després aconseguiria una important victòria en la batalla de Podhajce de 1667 enfront dels cosacs i dels tàrtars.

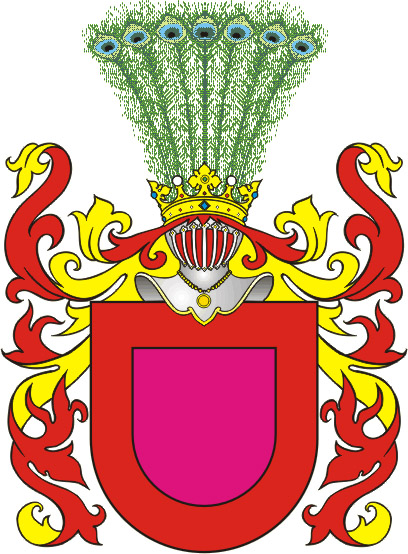
Blasó del Cla Janina

La seva fama de militar brillant li permeté aconseguir l'any 1668 el càrrec de Gran Hetman de la Corona, el càrrec més important de l'antiga Polònia, que li conferia el poder absolut sobre l'exèrcit polonès.
El dia 11 de novembre de 1673, Sobieski afegí una nova brillant victòria davant dels turcs a la batalla de Chocim capturant diverses fortaleses frontereres. Les notícies de la victòria militar de Sobieski es difongueren paral·lelament a les notícies de la mort del rei Miquel I de Polònia. La victòria feren de Sobieski un dels personatges més populars del país, cosa que feu que fos elegit el dia 19 de maig de 1674 rei de la Mancomunitat de Polònia-Lituània amb un escàs volum d'opositors. El dia 2 de febrer de 1676 fou coronat amb el nom de Joan III.

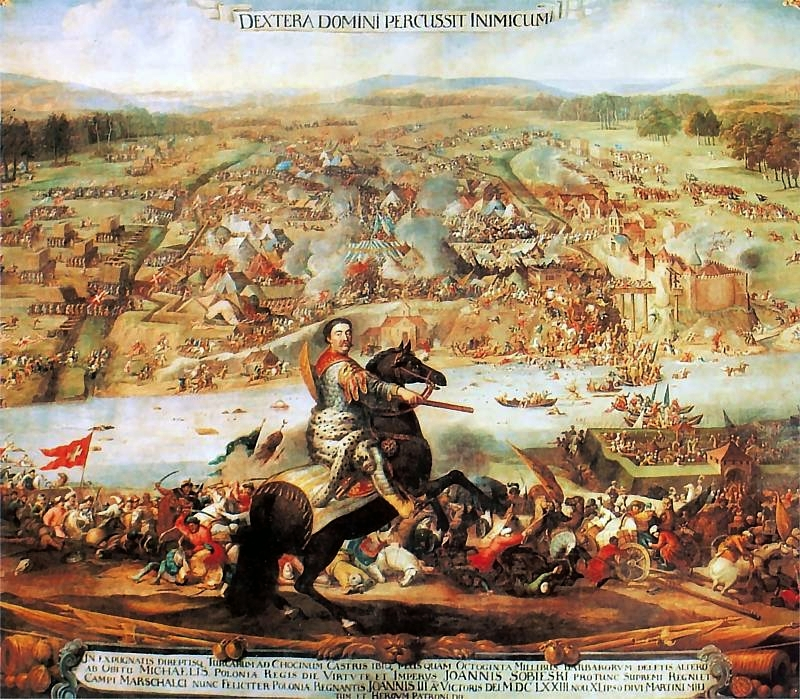
Joan III Sobieski, el vencedor de la batalla de Khotyn

Tot i que els territoris polonesos i lituans de finals del segle xvii conformaven un dels estats més grans i poblats de l'Europa de l'època, Sobieki esdevingué rei d'un país devastat per més de cinquanta anys de permanent guerra en territori nacional i més enllà de les seves fronteres. La guerra acabà amb la prosperitat econòmica registrada durant dècades, debilità enormement la hisenda pública i possibilità a diversos magnats polonesos ocupar càrrecs de gran importància en el si de la Cort.
El primer repte de Sobieski com a sobirà polonès fou l'estabilització de la situació forçant als otomans a l'acceptació d'un tractat de pau que definís definitivament les fronteres meridionals del país. Fins i tot Sobieski plantejà a suecs i francesos l'eliminació física de Prússia que no reeixí a causa de la manca de suport de l'oligarquia financera polonesa i a la constant guerra amb l'Imperi Otomà.

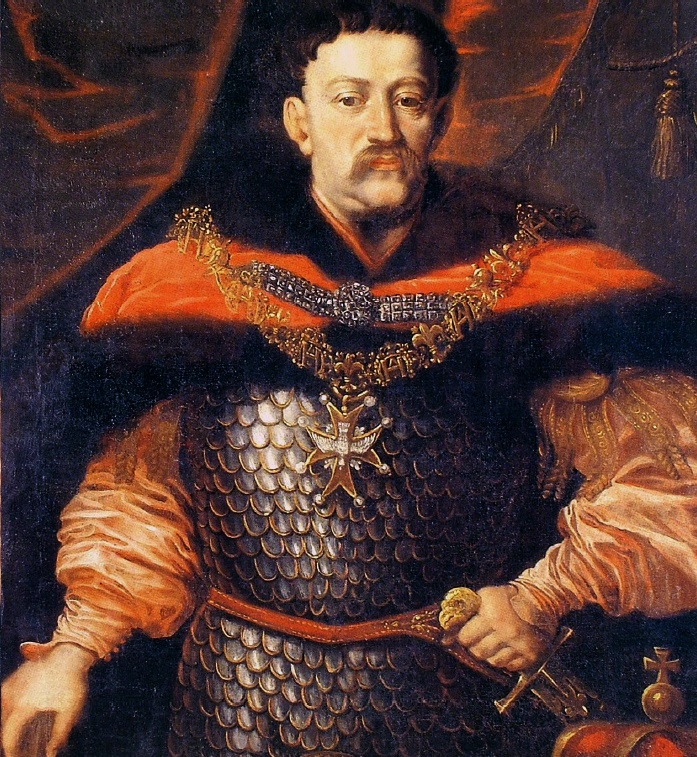
Sobieski amb l'Ordre de l'Esperit Sant, cap a 1676

L'any 1675 els tàrtars iniciaren una contraofensiva travessant el riu Dníeper però no pogueren ocupar la posició estratègica de Zórawnov firmant aviat un tractat de pau. Aviat començà un llarg període de pau necessari per a la reconstrucció del país i per enfortir el poder de la Casa Reial sobre nobles i magnats.
Així, en contra dels interessos dels magnats polonesos i de les corts d'Àustria i Prússia, inicià una reforma profunda de l'exèrcit que li permeté millors les armes i reordenar els batallons fent-los més professionals a l'hora d'adquirir noves tàctiques militars en el camp de l'artilleria.

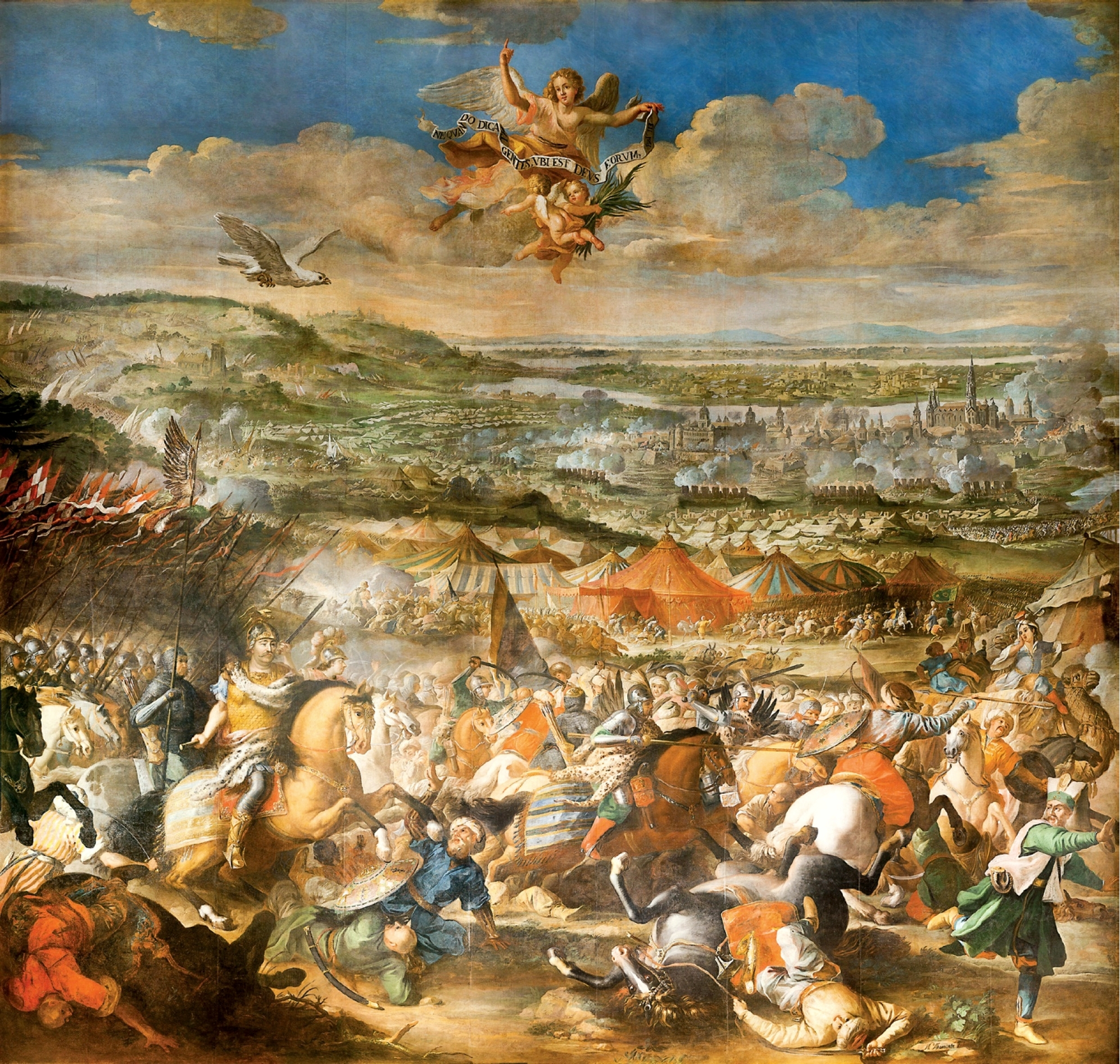
Sobieski derrota els otomans a la batalla de Viena el 1683, de Martino Altomonte

En el camp diplomàtic, Sobieski ambicionà una aliança estable entre Polònia, França i l'Imperi Otomà en contra de l'agressivitat política dels Habsburg i de Brandenburg. Tot i això, aquests plans mai reeixiren i finalitzaren amb la col·laboració militar de Sobieski i els polonesos al Setge de Viena (1683). L'aliança amb l'emperador Leopold I, emperador romanogermànic responia a la necessitat de cercar aliats en el panorama europeu. Amb aquesta aliança aconseguí la seguretat de les defenses de les fronteres meridionals del país.

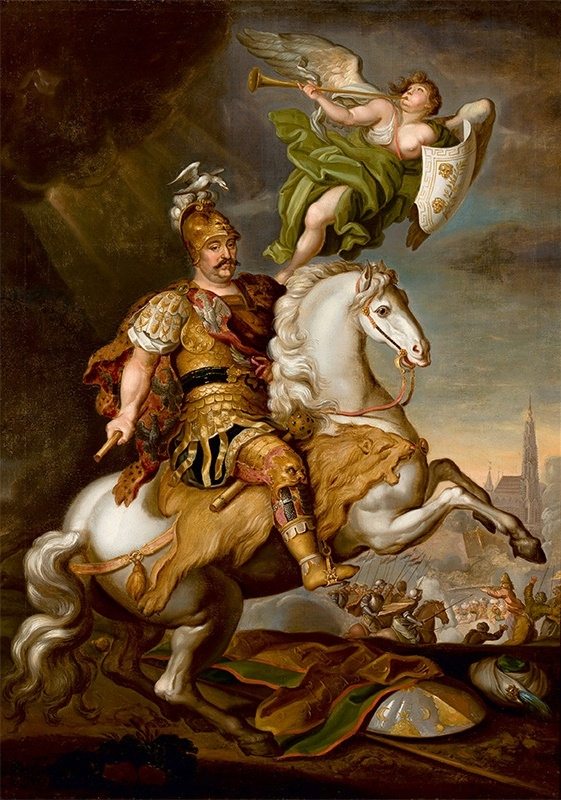
El victoriós Joan III Sobieski a la batalla de Viena el 1683, retrat eqüestre de Jerzy Siemiginowski-Eleuter

Des de la primavera de 1683 diversos espies de Sobieski detectaren moviments militars remarcables de l'exèrcit otomà. Sobieski temia que els moviments es dirigissin cap a les ciutats poloneses de Cracòvia i de Lviv. Per prevenir aquest risc manà la construcció de muralles i ordenà l'allistament obligatori a l'exèrcit.
L'aliança amb Àustria i el Sacre Imperi Romanogermànic l'any 1683 feien realitat un altre dels somnis de Joan III, la unitat de la Cristiandat en contra dels otomans. Alhora animà a la creació de la Santa Lliga esperonada oficialment pel Sant Pare Innocenci XI per la preservació de la cristiandat.
Ara bé, el gran èxit militar de Sobieski fou la victòria al Setge de Viena el 12 de setembre de 1683 liderant tropes poloneses, austríaques i alemanyes contra els turcs liderats per Kara Mustafa. Gràcies a les seves habilitats, amb un exèrcit de 81.000 soldats pogué derrotar el turc de més de 130.000 soldats. A partir d'aquest moment fou conegut com el Salvador de Viena i de la civilització occidental mentre que pels turcs era el Lleó de Lehistan.

## Últims anys i mort
Tot i que el rei va passar molt de temps als camps de batalla, cosa que podria suggerir un bon estat de salut, cap al final de la seva vida es va posar greument i cada cop més malalt.
El 17 de juny de 1696 morí a la ciutat de Wilanów a Polònia. La seva muller morí a Blois el 1716 i les seves despulles foren retornades a Polònia on reberen sepultura essent enterrada al Castell de Wawel a Cracòvia. Tanmateix, el seu cor està enterrat per separat a l'església de la Transfiguració a Varsòvia, Polònia.
A la seva mort fou succeït per l'elector de Saxònia, Frederic August I de Saxònia.

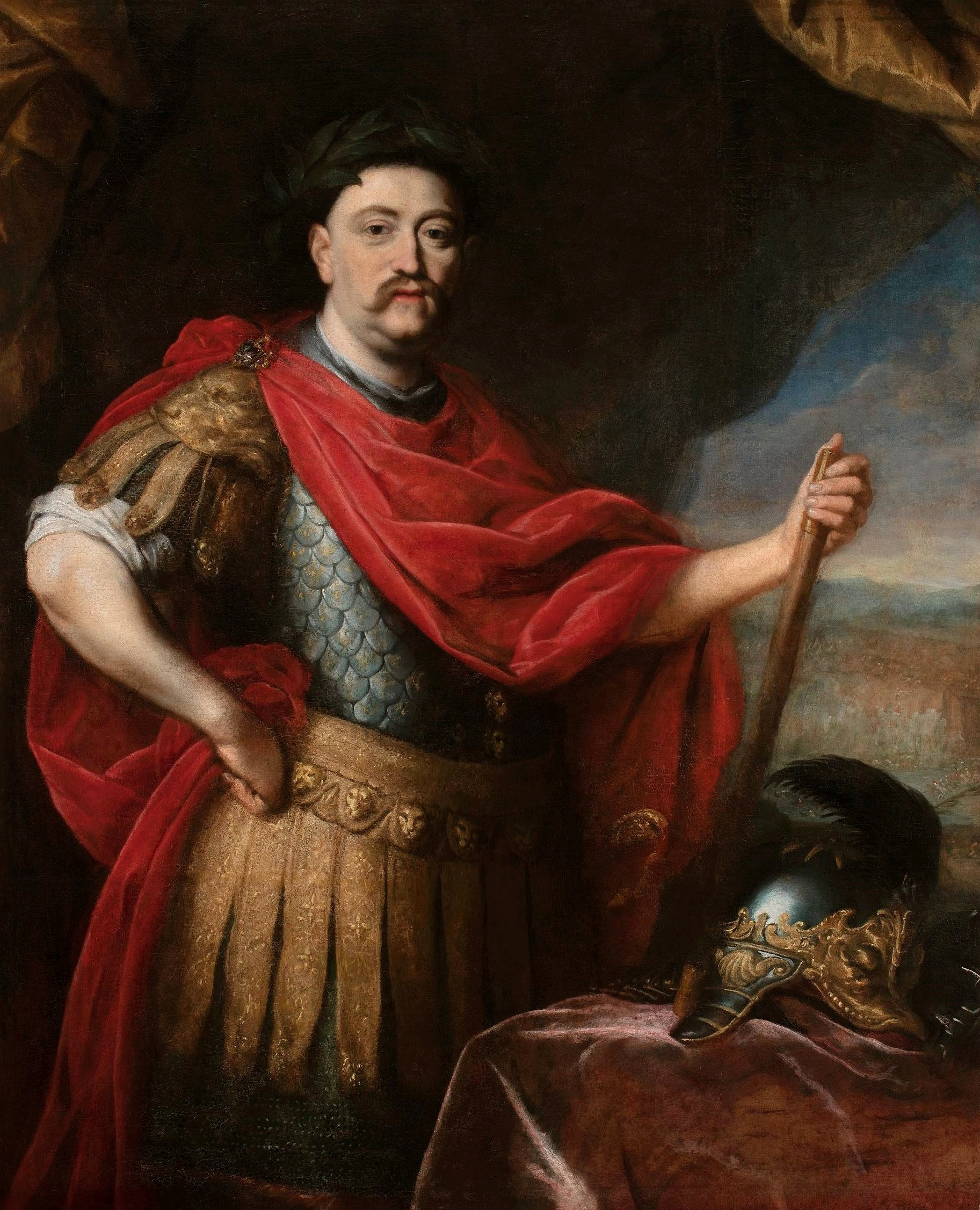
Retrat noble de Joan III Sobieski

## Batalles amb el comandament de Joan III
- Batalla de Podhajce (1667)
- Batalla de Bracław (1671)
- Batalla de Mohylów (1671)
- Batalla de Kalnik (1671)
- Batalla de Krasnobród (1672)
- Batalla de Niemirów (1672)
- Batalla de Komarno (1672)
- Batalla de Kałusz (1672)
- Batalla de Khotin (1673)[23]
- Batalla de Bar (1674)
- Batalla de Lwów (1675)
- Batalla de Trembowla (1675)
- Batalla de Wojniłów (1675)
- Batalla de Żurawno (1676)
- Setge de Viena (1683)
- Batalla de Parkany (1683)
- Batalla de Jazłowiec (1684)
- Batalla de Żwaniec (1684)
- Batalla de Jassy (1686)
- Batalla de Suczawa (1691)

## El llegat i la importància d'aquest rei
Sobieski és recordat a Polònia com un heroi rei, vencedor a Viena que va derrotar l'amenaça otomana, una imatge que va ser especialment reconeguda després que la seva història fos explicada en moltes obres de la literatura del segle xix. Al Diccionari biogràfic polonès se'l descriu com un individu per sobre dels seus contemporanis, però encara un d'ells; un oligarca i un magnat, interessat en la riquesa personal i el poder. Les seves ambicions van ser inculcades en la seva major part per la seva estimada dona, a qui sens dubte estimava més que qualsevol tron (quan es va veure obligat a divorciar-se d'ella i casar-se amb l'antiga reina com a condició per guanyar el tron, immediatament va rebutjar el tron) i tendia a obeir, de vegades a cegues.
No va aconseguir reformar la Confederació, malalta, i assegurar el tron per al seu hereu. Al mateix temps, va mostrar una gran destresa militar, era ben educat i alfabetitzat, i un mecenes de la ciència i les arts. Va donar suport a l'astrònom Johannes Hevelius, al matemàtic Adam Adamandy Kochański i a l'historiador i poeta Wespazjan Kochowski. El seu palau de Wilanów es va convertir en el primer dels molts palaus que esquitxarien les terres de la Confederació durant els dos segles següents.